# Marktl
Marktl, cunoscut ca Marktl am Inn (în trad. Târgșorul pe Inn), este o comună în Kreis Altötting, Bavaria.

## Personalități
- Georg Lankensperger (1779-1847), inventator
- Benedict al XVI-lea (1927-2011), papă

## Orașe înfrățite
- Wadowice Polonia (din 2006)
- Gönnheim, Germania
- San Giovanni Rotondo, Italia
- Sotto il Monte Giovanni XXIII, Italia